# Saldus distrikt
Saldus distrikt (lettisk: Saldus rajons) er beliggende i regionen Kurland i det syd-vestlige Letland. Udover den centrale administration består Saldus distrikt af 18 selvstyrende enheder: 1 by (lettisk: pilsētas, plur.; pilsēta, sing.), 1 storkommune (lettisk: novadi, plur.; novads, sing.) samt 16 landkommuner (lettisk: pagasti, plur.; pagasts, sing.).

## Selvstyrende enheder underlagt Saldus distrikt
- Brocēni storkommune
- Ezere landkommune
- Gaiķi landkommune
- Jaunauce landkommune
- Jaunlutriņi landkommune
- Kursīši landkommune
- Lutriņi landkommune
- Nīgrande landkommune
- Novadnieki landkommune
- Pampāļi landkommune
- Ruba landkommune
- Saldus by
- Saldus landkommune
- Šķēde landkommune
- Vadakste landkommune
- Zaņa landkommune
- Zirņi landkommune
- Zvārde landkommune

56°40′N 22°30′Ø / 56.67°N 22.5°Ø